# George Cumby
George Edward Cumby (LaRue, 5 luglio 1956) è un ex giocatore di football americano statunitense che ha militato nel ruolo di linebacker nella National Football League (NFL).

## Carriera
Cumby fu scelto come ventiseiesimo assoluto nel Draft NFL 1980 dai Green Bay Packers. Disputò due gare come partente nella sua stagione da rookie e divenne stabilmente titolare nel 1981 quando intercettò un record in carriera di 3 passaggi. Nel 1982 fu inserito nel Second-team All-Pro. Rimase titolare fino al 1984 dopo di che tornò nel ruolo di riserva nel 1985.
Nella stagione 1985 Cumby fu al centro dall'attenzione nazionale in negativo. Quando il defensive tackle rookie William Perry fu inserito in attacco dai Chicago Bears, fu Cumby ad essere frenato per due volte nei suoi blocchi per Walter Payton. Più avanti nella stessa stagione, Cumby fu battuto su una traiettoria corta di Perry che "the Fridge" portò fino alla end zone, un nuovo motivo di imbarazzo per il linebacker.
Cumby fu svincolato dai Packers la pre-stagione successiva il 18 agosto 1986, firmando per i Buffalo Bills. Nel 1986 partì come titolare in 8 gare su 11 disputate. Disputò un'ultima partita con i Philadelphia Eagles nel 1987 quando firmò per rinforzare il loro bisognoso reparto dei linebacker.

## Palmarès
- Second-team All-Pro: 1

1982